# Аттікус Росс
Аттікус Метью Купер Росс (англ. Atticus Matthew Cowper Ross; нар. 16 січня 1968, Лондон, Англія, Велика Британія) — британський музикант, композитор та продюсер.

## Роботи
- 2024 — саундтрек до фільму Квір, спільно з Трентом Резнором
- 2024 — саундтрек до фільму Суперники, спільно з Трентом Резнором
- 2022 — саундтрек до фільму Цілком та повністю, спільно з Трентом Резнором
- 2014 — саундтрек до фільму Загублена, спільно з Трентом Резнором
- 2013 — саундтрек до фільму Гниле місто
- 2011 — саундтрек до фільму Дівчина з татуюванням дракона, спільно з Трентом Резнором
- 2010 — саундтрек до фільму Соціальна мережа, спільно з Трентом Резнором (Премія Оскар 2011)
- 2010 — How to Destroy Angels
- 2010 — музика до фільму Книга Ілая
- Співпраця з Nine Inch Nails при створенні альбомів With Teeth, Year Zero, Ghosts I-IV і The Slip (програмування, продюсування, написання пісень)
- Ремікс синглу Grace Jones «Corporate Cannibal» з її альбому Hurricane
- Програмування та написання пісень для групи 12 Rounds
- Продюсування гурту Jane's Addiction спільно з Трентом Резнором та Аланом Молдером
- Продюсування дебютного альбому Loverman, Human Nurtureспільно з Joe Barresi для Young і Lost Club Records
- Ремікс пісні Telepathe «Michael» з альбому Dance Mother
- Участь у гурті Error
- Робота над альбомами гуртів Bad Religion, Rancid, From First to Last і Zach de la Rocha
- Участь у гурті Tapeworm
- Участь у записі альбому Pink Try This
- Спільна робота з Saul Williams's над альбомом The Inevitable Rise and Liberation of NiggyTardust!
- Продюсування альбому Coheed and Cambria Year of The Black Rainbow, спільно з Joe Barresi
- Створення музики до телесеріалу Touching Evil, режисера Hughes Brothers. спільно з дружиною Claudia Sarne і братом Leopold Ross.
- Спільне написання та продюсування альбому See You on the Other Side гурту Korn
- Продюсування синглу Перрі Фаррелла «Go All the Way (Into the Twilight)» для саундтрека до фільму «Сутінки»
- Bomb the Bass альбом Clear — програмування